# Gozelo
Gozelo (911 - tussen 19 oktober 942 en 16 februari 943), graaf van de Ardennengouw en de Bidgouw, en legeraanvoerder van zijn broer, bisschop Adalbero I van Metz. 
Gozelo was een zoon van paltsgraaf Wigerik van Lotharingen en Kunigunde van de Ardennen. Hij trouwde in 930 met Uda van Metz (905 - 10 april 963), een dochter van graaf Gerard van de Metzgau en Oda van Saksen. Via haar moeder was Uda een nicht van koning Hendrik de Vogelaar van Oost-Francië (Duitsland). Gozelo en Uda kregen de volgende kinderen:
- Reinier of Reginar, graaf van Bastenaken
- Hendrik (? - 6 september 1000)
- Godfried van Verdun (935/940 - 3 september na 995) graaf van Verdun
- Adalbero (935/940 - 23 januari 989), aartsbisschop van Reims 969-989